# Estado de Sumatra Meridional
El Estado de Sumatra del Sur (en indonesio: Negara Sumatra Selatan) fue un estado federal y parte de los Estados Unidos de Indonesia formado en la parte sur de Sumatra por los Países Bajos en 1948 como parte de un intento de restablecer la colonia de las Indias Orientales Neerlandesas durante la Revolución Nacional de Indonesia.

## Historia

### Trasfondo y creación
En diciembre de 1947, los neerlandeses crearon el Organismo para la Preparación de Sumatra Meridional para establecer un estado federal en un área que originalmente se planeó que siguiera siendo parte de la República de Indonesia. Posteriormente, los neerlandeses también formaron un consejo asesor de 36 miembros compuesto por 30 indonesios, 2 ciudadanos neerlandeses y representantes de las comunidades étnicas china, árabe e india. Este grupo luego eligió a Abdul Malik como su presidente, y se convirtió en jefe de Estado cuando el Estado de Sumatra del Sur se estableció formalmente el 30 de agosto de 1948. Cubría aproximadamente una cuarta parte del área de la provincia de Sumatra Meridional.

### Disolución
A principios de 1950, hubo crecientes llamados para que los estados constituyentes de los Estados Unidos de Indonesia se disolvieran en una república unitaria de Indonesia.La asamblea representativa de Sumatra Meridional votó a favor de la reintegración a la República de Indonesia y pidió que el estado fuera puesto bajo el control de un representante de los Estados Unidos de Indonesia, en lugar del jefe de Estado. La disolución fue facilitada por el Reglamento Presidencial n.º 126/1950, por el cual el Estado de Sumatra Meridional  dejó de existir el 24 de marzo de 1950.

## Gobierno
Tras el establecimiento del estado, Abdul Malik fue investido como jefe de Estado por un representante de la corona neerlandesa en la Gran Mezquita de Palembang. La asamblea representativa del pueblo, una continuación del consejo consultivo, era la institución estatal más poderosa, pero el jefe de Estado establecía el presupuesto estatal anual y lo presentaba a la asamblea para su aprobación. Se establecieron varios departamentos gubernamentales y se nombraron ministros de la siguiente manera:
- Ministro del Interior: Alwi
- Ministro de Información, Cultura, Ciencia y Religión: Mohammad Rasyid
- Ministro de Desarrollo, Transporte y Vías Navegables: RM Akip
- Ministro de Bienestar: HA Polderman
- Ministro de Justicia: FP Stocker

Muchos ciudadanos neerlandeses ocuparon cargos como jefes de agencias gubernamentales y alcaldes, incluso de la capital, Palembang.